# Salouf
Salouf (do roku 1943 oficiálně německy Salux) je bývalá samostatná obec ve švýcarském kantonu Graubünden, okrese Albula. Žije zde  obyvatel.
K 1. lednu 2016 se na základě výsledku hlasování Salouf sloučil spolu s dalšími obcemi v údolí Oberhalbstein do nové obce Surses.

## Geografie

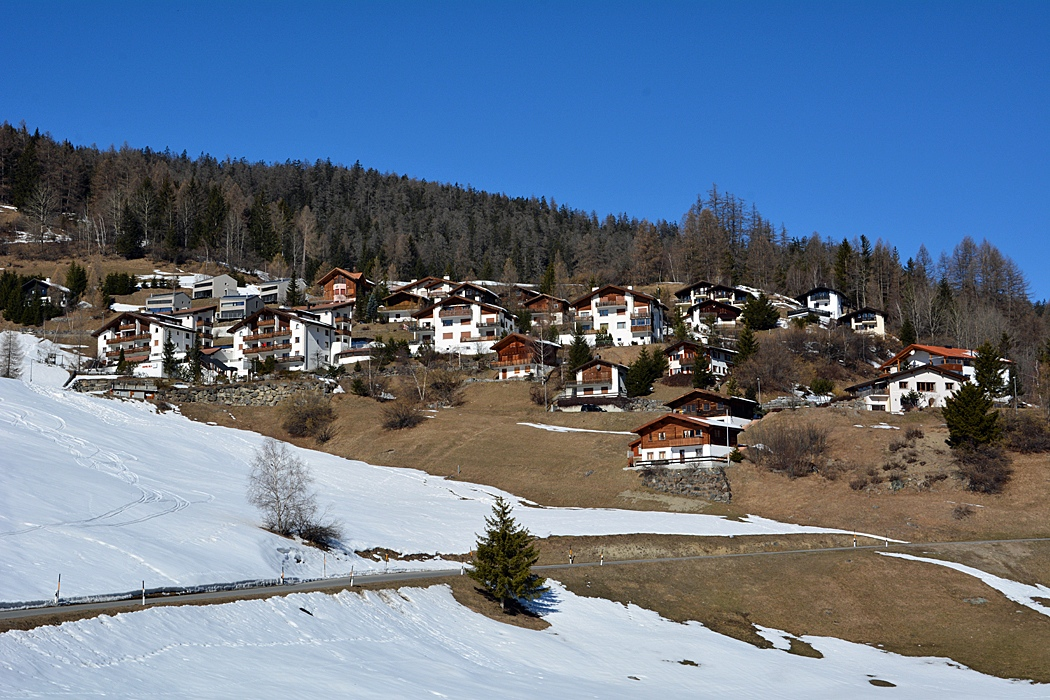
Pulens

Bývalá obec leží na terase na východním svahu Piz Toissa (2657 m) vlevo nad údolím řeky Julia. K obci patří kromě hlavní vesnice také osady Pulens (1386 m) a Del (1373 m). Z celé rozlohy bývalé obce přes 31 km² je 1336 ha stále využitelných pro zemědělství. Z této plochy je však 1112 ha využíváno pouze jako louky. Dalších 885 ha pokrývají lesy a lesní porosty a 883 ha tvoří neproduktivní půda (převážně hory v západní části obce). Zbývající část o rozloze 37 ha tvoří zastavěná plocha.

## Historie
První osada z doby bronzové vznikla kolem roku 2100 př. n. l. na návrší Motta Vallac, který je zdaleka viditelný na severní straně dnešní obce. Z prvního století našeho letopočtu jsou zde také doklady pozůstatků římského osídlení. První písemná zmínka pochází z roku 1160 pod názvem Salugo.
Ve středověku se poblíž dnešní vesnice Del pravděpodobně nacházela rétorománská osada. Když se koncem 13. století údolím stěhovali první německy mluvící Walserové, usazovali se především v horní polovině údolí a v bočních údolích (Alp Flix, Radons a Val Faller). Již v roce 1300 však žili Walserové také v dolní polovině údolí, v oblasti dnešní obce Salouf. Po několika morových epidemiích ve 14. a 15. století bylo rétorománské osídlení v Delu z velké části opuštěno a obnoveno v okolí walserské osady. Nejstarší stavby walserského původu se dosud nacházejí v uličkách Mezvei a Sumvei.

## Obyvatelstvo

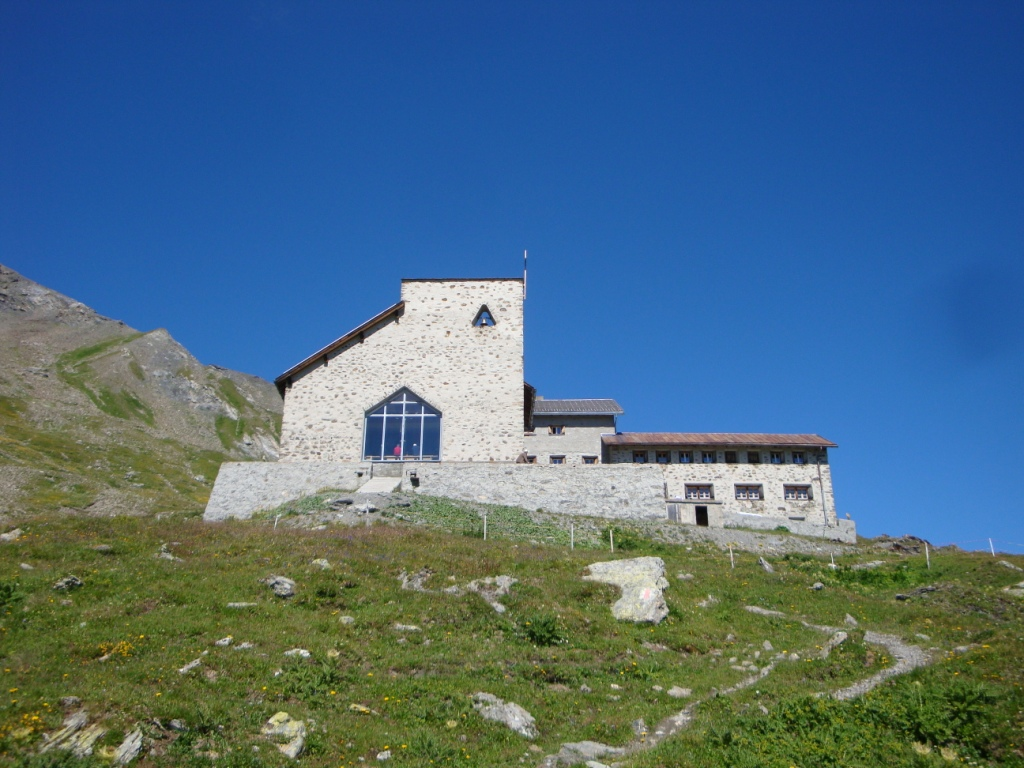
Kostel Ziteil

| Rok            | 1850 | 1900 | 1950 | 1980 | 1990 | 2000 | 2005 | 2014 |
| Počet obyvatel | 413  | 287  | 289  | 157  | 185  | 205  | 213  | 216  |

### Jazyky
Původním jazykem místních obyvatel je surmiran, regionální dialekt rétorománštiny. Přibližně do roku 1980 byla většina obyvatel rétorománsky mluvící. V roce 1880 to bylo 99,1 %, v roce 1910 91,43 % a v roce 1980 88,54 %. Od té doby tento jazyk ztrácí na významu, i když ne tolik, jako v mnoha obcích regionu. Vývoj v posledních desetiletích ukazuje následující tabulka:
| Jazyky v Salouf |                   |                   |                   |                   |                   |                   |
| Jazyk           | Sčítání lidu 1980 | Sčítání lidu 1980 | Sčítání lidu 1990 | Sčítání lidu 1990 | Sčítání lidu 2000 | Sčítání lidu 2000 |
| Jazyk           | Počet             | Podíl             | Počet             | Podíl             | Počet             | Podíl             |
| Němčina         | 13                | 8,28 %            | 24                | 12,97 %           | 40                | 19,51 %           |
| Rétorománština  | 139               | 88,54 %           | 152               | 82,16 %           | 159               | 77,56 %           |
| Italština       | 4                 | 2,55 %            | 4                 | 2,16 %            | 2                 | 0,98 %            |
| Počet obyvatel  | 157               | 100 %             | 185               | 100 %             | 205               | 100 %             |

## Doprava
Salouf leží poblíž hlavní silnice č. 3 z Churu přes Lenzerheide a průsmyk Julierpass do Engadinu. Napojení obce na síť veřejné dopravy zajišťuje autobusová linka Postauto.

## Pamětihodnosti
Ziteil, nejvýše položený kostel v Evropě, se nachází v obci Salouf. Poutní kostel s domem pro poutníky stojí v nadmořské výšce 2429 m. Podle legendy zde v létě roku 1580 došlo ke dvěma zjevením Panny Marie. Krátce po druhém zjevení byla v Ziteilu pravděpodobně postavena skromná kaple. Současný kostel pochází z roku 1848, v roce 1957 byl rozšířen a v roce 1977 opět rozšířen. V důsledku toho se již z velké části nedochoval v původní podobě.